# Tribuna da Madeira
O Tribuna da Madeira é um semanário de informação madeirense, do grupo O Liberal. Com sede em Câmara de Lobos, é presidido por Edgar R. Aguiar.